# Yahya Petra
Yahya Petra, (ur. 10 grudnia 1917, zm. 29 marca 1979) – sułtan stanu Kelantan (od 1960) i król Malezji (Yang di-Pertuan Agong) od 1975. Zmarł na atak serca w trakcie pełnienia funkcji. W okresie jego rządów trwało drugie powstanie malajskie i powstanie w Sarawaku, które na długie lata zdestabilizowały sytuację w kraju.